# Konstruktalteori

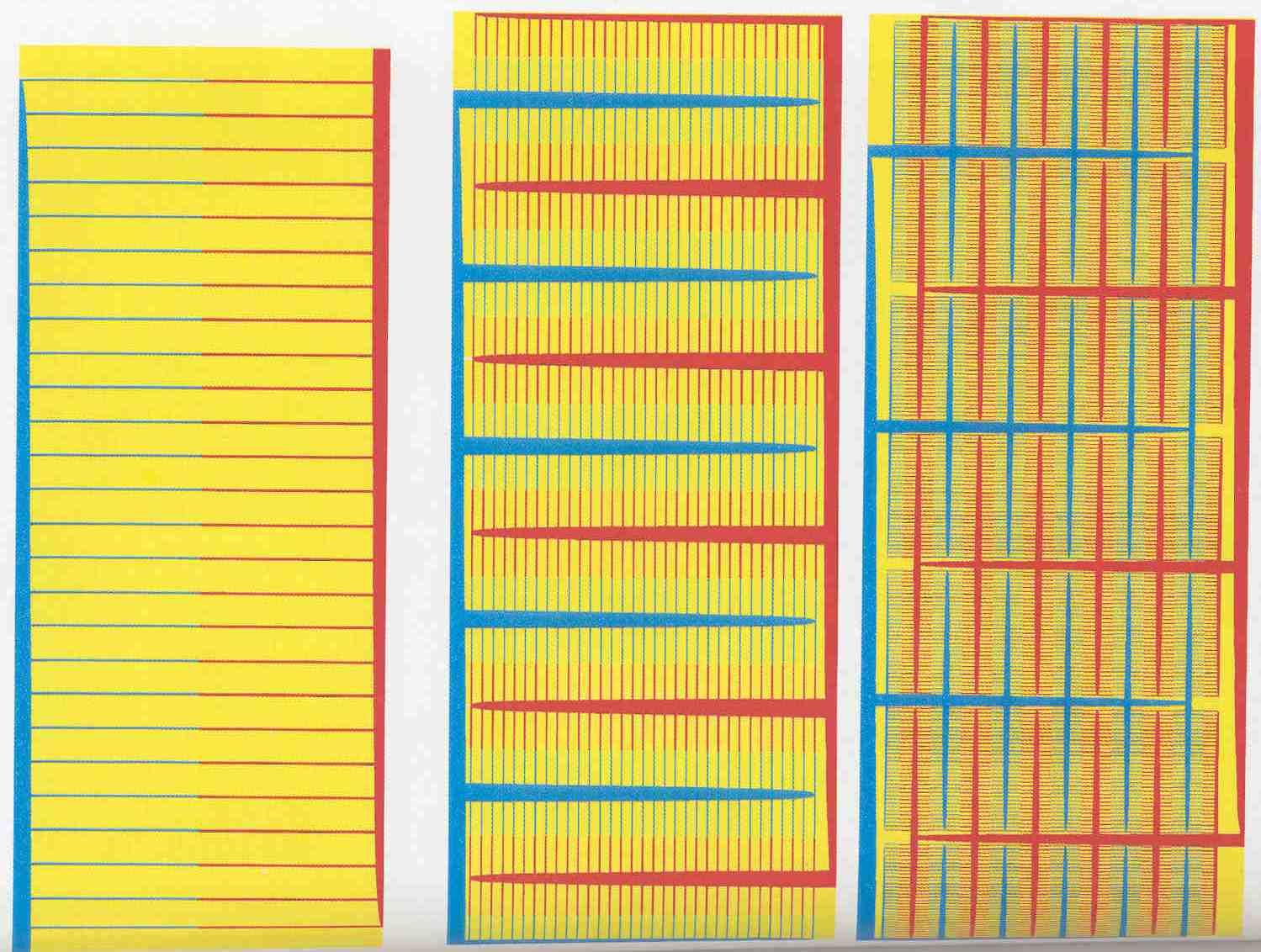
Konstruktaldesign för ett kylningssystem

Konstruktalteorin perspektivet att skapandet av design (konfiguration, mönster, geometri) i naturen är ett fysikaliskt fenomen som förenar alla levande och döda system, och att detta fenomen beskrivs av konstruktallagen: "För att ett ändligt stort (flödes-)system ska bestå i tiden (kunna leva), måste dess konfiguration förändras så att tillgängligheten ökar för de påtvingade strömmar som flödar genom det."

## Historia
Konstruktalteorin utvecklades av Adrian Bejan i slutet på 1990-talet.
Professor Bejan undervisade på MIT till 1976 och är nu professor i maskinteknik vid Duke University i USA. Hans forskningområden är: minimisering av entropigenerering, exergianalys, kondensering, konvektion i porösa medier, övergång till turbulens, osv.
"Konstruktal" är ett ord som myntats av Bejan (från latinets verb construere, att konstruera, bygga), för att i konstruktalteorins perspektiv beteckna naturens optimerade former såsom floder, träd och grenar, lungor, samt även de tekniskt skapade formerna som kommer från en konstruktal evolutionär process där flödestillgången i tiden optimerats.

## Principer
Konstruktalteorin förutsäger till exempel att i punktyte- och punktvolymsflöden kommer det finnas tre arkitekturer. Sådana flöden flödar i huvudsak på två sätt: med högt motstånd och med lägre motstånd. Konstruktalteorin kan tillämpas både på makroskopiska och mikroskopiska system.
| Tillämpning  | Flöde     | Trädstruktur                                           | Mellanrum                      |
| ------------ | --------- | ------------------------------------------------------ | ------------------------------ |
| Elektronik   | Värme     | Högledande inlägg (blad, nålar)                        | Lågledande underlag            |
| Stadstrafik  | Människor | Biltrafik med lågt motstånd                            | Gångtrafik i stadsstrukturer   |
| Flodområde   | Vatten    | Älvar, åar och bäckar med lågt motstånd                | Darcyflöde genom porösa medium |
| Lungor       | Luft      | Luftvägar och bronkpassager med lågt motstånd          | Diffusion i alveolvävnad       |
| Blodomloppet | Blod      | Ådror, artärer, vener och kapillärer med lågt motstånd | Diffusion i kapillärvävnad     |

Huvudprincipen för konstruktalteorin är att varje system är och kommer förbli ofullständigt.
Det bästa som kan åstadkommas är att optimalt fördela ofullständigheterna i systemet, vilket kommer skapa utformningen av systemet.
Konstruktalsättet att fördela systemets ofullständigheter är att lägga delen med högt motstånd på systemet minsta skala.
Konstruktallagen är principen som skapar den perfekta formen, vilken är den minst ofullständiga formen som är möjlig.

### Konstruktallagen
Konstruktalprincipen myntades av Bejan 1996 på följande vis:
"För att ett ändligt stort (flödes-)system ska bestå i tiden (kunna leva), måste dess konfiguration förändras så att tillgängligheten ökar för de påtvingade strömmar som flödar genom det."

### Termodynamisk analogi
| Termodynamik                 | Konstruktalteori                      |
| ---------------------------- | ------------------------------------- |
| Tillstånd                    | Flödesarkitektur (geometri, struktur) |
| Process                      | Ändring av strukturen                 |
| Egenskaper                   | Globalt mål och globala villkor       |
| Jämviktstillstånd            | Arkitektur för jämviktsflöde          |
| Fundamentalrelationen        | Fundamentalrelationen                 |
| Villkorade jämviktstillstånd | Icke-jämviktsarkitekturer             |
| Borttagande av villkor       | Ökad frihet att morfa                 |
| Energiminimeringsprincip     | Maximisering av flödestillgång.       |

## Landvinningar
Konstruktalteorin är prediktiv och kan därför testat experimentellt. Den har lyckats förutsäga ett stort antal olika fenomen.

Allometrisk lag för marschfart kontra kroppsmassa

Konstruktalprincipen för optimerad trädflödesarkitektur har kunnat förutsäga många allometriska lagar, till exempel:
- Kleibers lag, the proportionaliteten mellan metabolisk hastighet {\displaystyle q_{0}} och kroppsstorlek {\displaystyle M} upphöjt till {\displaystyle 3/4}:

{\displaystyle q_{0}\sim M^{\frac {3}{4}}}
- proportionaliteten mellan andning och hjärtslagsrytm {\displaystyle t} och kroppsstorlek {\displaystyle M} upphöjt till {\displaystyle 1/4}:

{\displaystyle t\sim M^{\frac {1}{4}}}
- kontaktarea för massöverföring {\displaystyle A} och kroppsmassa {\displaystyle M}:

{\displaystyle A\sim M^{\frac {7}{8}}}
- proportionaliteten mellan den optimala marschfarten {\displaystyle V_{opt}} för flygande kroppar (insekter, fåglar, flygplan) och kroppsmassa {\displaystyle M} i kg upphöjt till {\displaystyle 1/6}:

{\displaystyle V_{opt}\sim 30\cdot M^{\frac {1}{6}}m\cdot s^{-1}}
Bejans konstruktallag förklarar också varför vi har ett luftrörsträd med 23 förgreningsnivåer. Konstruktalteorin för flödesarkitekturen hos lungor förutsäger och försöker förklara:
- stoleken på alveoler,
- luftvägarnas totala längd,
- alveolytans totala area,
- det totala motståndet mot syretransporten i luftvägsträdet.